# Cerapteryx albineura
Cerapteryx albineura là một loài bướm đêm trong họ Noctuidae.